# Homedirectory
De homedirectory is de persoonlijke directory van een gebruiker op een computersysteem.

## Inlogdirectory
Op Unix-systemen is de homedirectory in het algemeen hetzelfde als de inlogdirectory, zoals beschreven in de passwordfile.  De inlogdirectory wordt gebruikt voor persoonlijke configuratiefiles van programma's, voor persoonlijke programma's die niet door anderen worden gebruikt en voor persoonlijke bestanden. De inlogdirectory van gebruikers bevindt zich vaak in de directory /home (met name op Linux-systemen) en neemt dan de vorm /home/inlognaam aan, waarbij inlognaam bij een specifieke gebruiker behoort.
Traditioneel was / — dus de rootdirectory van het systeem — de inlogdirectory voor de superuser, maar tegenwoordig wordt ook vaak /root gebruikt.

## $HOME,~en~inlognaam
Een algemene aanduiding voor de homedirectory is $HOME, dat wil zeggen de waarde van de shellvariabele HOME. Een andere aanduiding hiervoor is het symbool ~ (tilde), dat oorspronkelijk stamt uit de wereld van de C-shell (csh). Daaruit volgt dat ~inlognaam de homedirectory is van een specifieke gebruiker die inlogt als inlognaam; deze notatie is dus een verkorting van de volledige padnaam van die desbetreffende inlogdirectory. Deze notaties kunnen in principe gebruikt worden bij alle commando's waaraan een directorynaam opgegeven wordt: cd ~/Documenten/ bijvoorbeeld verandert de huidige werkdirectory in de directory Documenten die zich binnen de homedirectory van de huidige gebruiker bevindt.
Omdat HOME een shellvariabele is, kan een gebruiker deze meestal een andere waarde geven. Die nieuwe waarde geldt vanaf dat moment als homedirectory.

## Scheiding tussen directory's
Door het scheiden van systeembrede programma's en persoonlijke instellingen voor die desbetreffende programma's, wordt het maken van back-ups van belangrijke bestanden relatief eenvoudig. Bovendien krijgen (op Unix-systemen) virussen, wormen en trojaanse paarden dan ook weinig kans om zich te vermeerderen/verspreiden, omdat elke gebruiker beperkte privileges heeft en daarmee in principe alleen zijn of haar eigen bestanden kan beschadigen, mocht het zover komen. Systeembrede bestanden blijven dan onaangetast.